# You Got Me Rocking
You Got Me Rocking är en låt av gruppen The Rolling Stones från 1994. Låten påbörjades i början av 1993 och var ursprungligen blues. Texterna är mer opimistiska tonen. Låten släpptes som singel den 26 september 1994 och är med på albumet Voodoo Lounge som släpptes 11 juli 1994.